# Абдуллозода, Аловуддин Джафар
Аловуддин Джафар Абдуллозода (тадж. Аловуддин Ҷаъфар Абдуллозода; при рождении Аловуддин Джафарович Абдуллаев; 15 мая 1965, Курган-Тюбе, Курган-Тюбинская область, Таджикская ССР — 17 февраля 2022, Бохтар, Таджикистан) — таджикский актёр, режиссёр документального кино, театральный деятель. Заслуженный артист Таджикистана (2006), Народный артист Таджикистана (2013). Член Союза кинематографистов Таджикистана (2004).

## Биография
Родился 15 мая 1965 года в Курган-Тюбе.
Театр
После окончания Таджикского государственного института искусств имени Мирзо Турсунзаде в 1989 году начал карьеру в Курган-Тюбинском музыкально-драматическом театре, где успешно работал актёром и режиссёром, впоследствии руководил театром.
Играл в спектаклях: «Экзаменационное приключение», «Антигона», «Жестокий доктор», «Интересные игры», «Уловки Аджузкампира», «Аршин Мал-Алан», «Лаку Пак», «Лунная ночь», «Государство Саманидов», «Проделки Скапена», "Расскажи мне притчу, «Эзоп» и других.
Кино
Актёр киностудии «Таджикфильм». Снимался в фильмах «Братан», «Лунный папа», «Клевета», «Яма», «Истинный полдень», «Свидетель» и «Мой выбор», телефильмах «В мечтах об отце», «Сад», «Странные дети», «Долг совести», сериале «Хуррамдиёр» и других.
Как режиссёр и актёр участвовал во многих документальных фильмах. Был членом Союза кинематографистов Таджикистана.
Телевидение
Популярной была телевизионная программа «Шутки Аловуддина», в которой герои анекдотов взяты из чужой жизни, а один из авторов и исполнитель нескольких ролей — он сам. Программа выходила на телевидении более 10 лет, до смерти Аловуддина Абдуллаева.
Являлся одним из судей шоу Central Asia’s Got Talent
Государственная служба
Последние несколько лет жизни возглавлял Управление культуры Хатлонской области.

## Смерть
Скоропостижно скончался 17 февраля 2022 года на 57-м году жизни в Бохтаре от сердечного приступа. Похоронен на кладбище Заргар района Кушониён.

## Память
В 2022 году в честь Абдуллозода Аловуддин было присвоено его имя Дворцу культуры и информационному центру города Бохтар.